# Baronía de Retiro
Barão do Retiro es un título nobiliario brasileño que fue otorgado a favor de Geraldo Augusto de Resende por decreto de  11 de agosto de 1889 por Pedro II de Brasil